# 대한민국-이란 관계
대한민국과 이란은 1961년에 외교 관계 수립에 합의하였다. 
이란과 한국의 외교관계는 1962년 시작됐다. 이란과 북한의 우호관계, 한국과 미국의 관계에도 불구하고 이들 두 나라는 서로 우호관계를 유지하려고 노력해 왔습니다. 이 두 나라의 관계는 이란에 대한 제재를 가하기 전후에 달랐지만, 1403년 7월 16일 이란의 대통령으로 선출된 의사들에게 한국의 대통령이 그들을 축하하고 축하했다는 점은 강조할 수 있다. 이란과의 우호관계 강화를 많이 강조했고, 한국 외교부가 대통령 당선과 관련해 의사들에게 보낸 축하 메시지에서도 이란과 한국의 우호관계 강화를 많이 강조했다. 한국. 개혁주의 성향의 이란 대통령으로 의사들이 당선되면서 한국이 주목을 받았고, 한국은 이란과 매우 우호적인 관계를 구축하려고 노력하고 있다. 한국이 소비하는 석유와 가스의 대부분이 이란이 통제하는 호르무즈 해협을 통과하기 때문에 이란과의 우호관계를 유지하기 위한 것이다.

## 역사
이란은 남북한 동시 수교국으로 한반도 문제에서는 등거리외교를 원칙으로 삼아왔다. 이란은 대한민국과 교역을 시작한 중동 국가 중 최초의 나라이고, 대한민국이 처음으로 중동진건설에 진출한 나라이기도 하다. 1961년 8월 대한민국의 중동친선사절단이 이란을 방문한 이래 양국은 1962년 10월 23일 수교하였다.  1967년 4월에 주이란 한국대사관이 설치되면서 대한민국과 이란과의 우호관계는 긴밀해 졌다. 1971년 10월 이란 건국 2,500주년 기념식에 김종필 총리가 대통령특사로 참석하였으며 그후 국회의장을 비롯하여 수차례에 걸친 특사 및 사절단이 상호방문 함으로써 양국간의 관계는 더욱 견고해졌을 뿐만 아니라 중동국가중에서도 비교적 대한민국의 대(對)UN정책을 지지해 온 우방국가이다.서울에 주한 대사관이 개설되어 있다. 대한민국의 대(對)이란 수출은  60억6827만USD, 이란의 대(對)대한민국 수출은 11374837772USD(각 2011년)에 달하여, 이란은 대한민국에 있어서 제21위의 수출국이자 제12위의 수입국이다. 모두 320 명(재외국민 268 명, 시민권자 52 명)의 한민족들이 이란에 거주(2015년 9월 기준)하고 있다.  서울에 테헤란로가 있고 테헤란에 서울로(路)가 있기도 하다.

## 이란에 대한 국제사회의 제재
이란의 핵무기 개발로 미국의 주도하에 국제사회가 이란에 대한 제재를 가하면서, 한-이란 교역은 2011년 174억불에서 2015년 61억불로 축소됐다. 특히 이란에 대한 경제제재는 이란의 석유를 수입하던 한국에게도 영향을 미쳤는데, 바로 이란에게 지급할 원유 대금이 주요 문제였다. 포괄적 공동행동계획의 협상에 따라서 이란의 원유 대금 문제가 큰 영향을 받기도 하였다. 협상 실패 및 이란의 호전적인 반응으로 인해서 이란의 원유 대금이 동결되자, 한국과 이란의 관계는 영향을 많이 받게 되었다. 결과적으로 미국과 이란이 합의에 도달하면서 원유 대금을 지급하게 되면서 관계 악화가 더 이상 이뤄지지 않았다.

## 제2의 중동붐
2016년 1월 이란에 대한 제재가 종료되면서, 한국은 이란에서 제2의 중동붐이 일어나기를 기대하고 있다.
2015년 이란의 GDP는 1,573조원으로서, G20의 19위 아르헨티나 1,097조원, 20위 남아프리카 공화국 824조원보다 GDP가 높다. GDP 2,105조원인 한국의 74.7% 수준이다. 천연가스 매장량 세계 2위, 석유 매장량 세계 4위로 성장잠재력이 큰 국가로 평가받고 있다.
2016년 5월 2일, 당시 박근혜 대통령이 이란을 최초로 국빈방문해 456억달러(52조원) 어치의 계약을 체결했다. 경제분야 프로젝트 30건의 수주 규모는 공식적으로는 총 371억달러 달한다. 여기에 테헤란 쇼말 고속도로(15억달러)에 2단계 사업 수주 가능성이 높은 '바흐만 정유시설 프로젝트'까지 포함하면 최대 456억달러의 수주가 예상된다.
- 박티아리 수력발전 댐(대림산업, 약 19억달러)
- 이스파한-아와즈 철도(대림산업, 약 53억달러)
- 철도차량 150량 공급 사업(현대로템, 2.6억달러)
- 사우스파 12 확장 Ⅱ 사업(현대엔지니어링, 36억달러)
- NGL-2300 건설 사업(천연가스액 플랜트, 대림산업, 9억달러)
- 잔잔·네이자르·바프 가스복합 발전소(현대엔지니어링, 현대건설, 대림에너지, 각 4~5억달러)[11]

## 정무
| 대수 | 이 름          | 임기               | 비고 |
| ---- | -------------- | ------------------ | ---- |
| 1    | 노석찬(盧錫瓚) | 1968. 4 ~ 1971. 4  |      |
| 2    | 김종규(金種圭) | 1971. 4 ~ 1974. 5  |      |
| 3    | 현시학(玄時學) | 1974. 5 ~ 1978. 6  |      |
| 4    | 김동휘(金東輝) | 1978. 6 ~ 1980. 5  |      |
| 5    | 이창희(李昌熙) | 1980. 6 ~ 1980.11  |      |
| 6    | 심기철(沈基哲) | 1980.11 ~ 1982. 1  |      |
| 공사 | 강승구(姜勝求) | 1982. 9 ~ 1985. 3  |      |
| 〃   | 민형기(閔形基) | 1985. 3 ~ 1987. 9  |      |
| 〃   | 강신성(姜信盛) | 1987. 9 (미부임)   |      |
| 〃   | 오정일(吳正一) | 1988. 1 ~ 1989. 5  |      |
| 7    | 정경일(鄭慶逸) | 1989. 5 ~ 1992. 3  |      |
| 8    | 이상열(李相悅) | 1992. 3 ~ 1994. 1  |      |
| 9    | 신성오(辛成梧) | 1994. 2 ~ 1996. 1  |      |
| 10   | 김재규(金在珪) | 1996. 2 ~ 1998. 4  |      |
| 11   | 신장범(愼長範) | 1998. 5 ~ 2001. 2  |      |
| 12   | 이상철(李相哲) | 2001. 2 ~ 2003. 8  |      |
| 13   | 백기문(白基文) | 2003. 8 ~ 2005. 8  |      |
| 14   | 임홍재(任洪宰) | 2005. 8 ~ 2007. 9  |      |
| 15   | 김영목(金永穆) | 2007. 9 ~ 2010. 8  |      |
| 16   | 박재현         | 2010. 8 ~ 2012. 9  |      |
| 17   | 송웅엽         | 2012. 9 ~ 2015. 10 |      |
| 18   | 김승호         | 2015. 10 ~         |      |